# Клевень
Кле́вень — річка у Брянській (Севський район) і Курській (Хомутовський, Рильський райони) областях Росії та в Сумській області України (Шосткинський та Конотопський райони). Права притока Сейму (басейн Дніпра).

## Назва

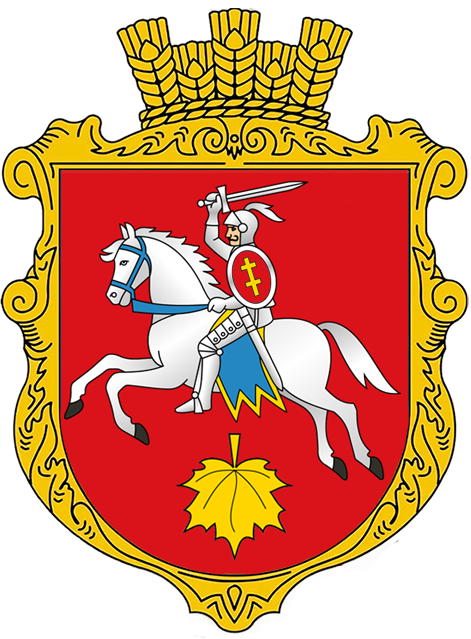
Кленовий листочок на гербі села Литвиновичі

Назва річки Клевень («Кленова») походить від литовського klevas і латиського kļava, що означає «клен».

## Опис та гідрологічний режим
Довжина 113 км, площа басейну 2 660 км². Долина у верхів'ї V-подібна, нижче — ящикоподібна, ширина від 2—2,5 до 3,5—4 км. Заплава двостороння, подекуди заболочена; її ширина 1—1,5 км. Вздовж берегів створюють водоохоронні смуги. Річище помірно звивисте, на окремих ділянках каналізоване. Ширина його зростає від 3—15 м (у верхів'ї) до 30 м. (у пониззі); глибина 1,5—2,5 м. Відрегульовано понад 95 км річища. Похил річки 0,5 м/км. Живлення снігове і дощове. Замерзає на початку грудня, скресає на початку квітня. Перед льодоставом бувають льодові утворення (забереги, сало). На Клевені споруджено 11 шлюзів-регуляторів; у долині — меліоративна система «Клевень».

## Розташування
Річка бере початок на північ від села Сопича, на території Росії (Брянська область). Тече спершу на південь, далі — переважно на південний захід (місцями — на південь). Біля села Заруцьке Шосткинського (колишнього Глухівського району) Сумської області перетинає автотрасу КПП «Миколаївка» — Семенівка — Новгород-Сіверський — Глухів — КПП «Катеринівка», де розташовано автомобільний міст. Річка впадає до Сейму біля південної околиці села Каменя.
- У верхній течії річкою проходить українсько-російський кордон.

## Притоки
Основні притоки: Лиманка, Локня, Есмань, Ворголка, Локня (праві); Обеста, Берюшка, Кубер (ліві).

## Фауна
У річці живуть червонокнижні тварини - хохулі руські. 6 серпня 2018 року дослідник Олександр Ємець зустрів хохулю в Клевені поблизу села Литвиновичі. Схоже, це був останній зафіксований випадок, коли в Україні бачили хохулю.